# CKY Crew
Camp Kill Yourself-Crew (aangeduid als de CKY-Crew) was een groep vrienden die bestond uit Bam Margera, Ryan Dunn, Raab Himself, Brandon DiCamillo, Brandon Novak, Jess Margera en Rake Yohn uit West Chester, Pennsylvania. De crew was actief van Landspeed presents: CKY (1999) tot Minghags: The Movie (2009). Sommige leden van de crew waren skateboarders, terwijl anderen voor de camera of achter de schermen betrokken waren bij de verschillende projecten. CKY is samen met het Big Brother Magazine de grondlegging van Jackass
De CKY-crew was nauw verbonden met de band CKY, met Bams broer Jess Margera op drums. Muziek van de band was vaak te zien in videoprojecten waar leden van de crew bij betrokken waren. 

## Crew

### Hoofdrollen
- Bam Margera
- Ryan Dunn
- Brandon DiCamillo
- Raab Himself (echte naam is Chris Raab)
- Rake Yohn (echte naam is Edward Webb)
- Brandon Novak
- Jess Margera – Bam's oudere broer. Jess is de drummer van rockband CKY.

### De Margera's
- April Margera – Bam en Jess' moeder
- Phil Margera – Bam en Jess' vader
- Don Vito (echte naam is Vincent Margera) – Phil's broer, April's zwager en Bam en Jess hun oom. Hij overleed in 2015.
- Ruthie Margera - Phil en Vito's zus. Bam en Jess hun tante. Zij overleed in 2021.
- Darlene Margera - Ook bekend als "Mum-Mum" of "Mom-Mom". Zij was Phil en Vito's moeder. April's schoonmoeder en Bam en Jess hun oma. Zij overleed in 2007.
- Philip Margera Sr. - Phil en Vito's vader. April's schoonvader en Bam en Jess hun opa. Hij overleed in 2021.

### Bijrollen
- Chris Aspite - Ook bekend als Hoofbité. Professioneel skater
- Ryan Gee - Ook bekend als Shitgoose en The Gill. Fotograaf
- Joe Frantz - Producer and cameraman
- Seth Meisterman - Ook bekend als Sweetheart. Productiedesigner
- Tim Glomb - Timmerman en bouwvakker die vooral skateparken bouwt
- Matt Cole - Ook bekend als Shitbirdz. April Margera's broer, Phils zwager en Bam en Jess hun oom.
- Dave Battaro - Ook bekend als Lord Battaro
- Chad I Ginsburg - Bassist, gitarist en zanger van CKY
- Deron Miller - Voormalig zanger en gitarist van CKY. Hij is in 2012 uit de band gestapt.
- Kerry Getz - Ook bekend als Hockey Temper. Professioneel skater
- Mike Maldonado - Professioneel skater
- Mike Vallely - Professioneel skater
- Tim O'Connor - Professioneel skater
- Art Webb - Ook bekend als Art Webb 1986 omdat hij van de muziek uit dat jaar houdt. Hij is Rake Yonh's broer